# Кумагай, Киитиро
Киитиро Кумагай (яп. 熊谷喜一郎 кумагаи киитиро:, 26 мая 1866, Мусаси, Японская империя — 9 октября 1949,  Япония) — японский государственный деятель. Первый губернатор префектуры Карафуто.
Киитиро Кумагаи родился 26 мая 1866 года в провинции Мусаси. Кумагаи являлся выпускником Токийского университета.
После окончания русско-японской войны и подписания Портсмутского мирного договора южная часть острова Сахалин вошла в состав Японской империи под названием Карафуто. 28 июля 1905 года Кумагаи был назначен первым губернатором новых японских территорий. 31 марта 1907 года Кумагаи был освобожден от занимаемой должности.
После возвращения на материковую Японию с 12 июня 1908 года по 1 июня 1913 года Кумагаи занимал должность губернатора префектуры Яманаси. В апреле 1914 года Кумагаи стал губернатором префектуры Исикава и занимал эту должность до 1 апреля 1915 года.
Киитиро Кумагаи умер 9 октября 1949 года в возрасте восьмидесяти трех лет.